# Muhi, Borsod-Abaúj-Zemplén
Muhi este un sat în districtul Tiszaújváros, județul Borsod-Abaúj-Zemplén, Ungaria, având o populație de 520 de locuitori (2011). 

## Demografie
Componența etnică a satului Muhi
     Maghiari (99,09%)
     Germani (0,91%)
Componența confesională a satului Muhi
     Romano-catolici (46,15%)
     Fără religie (14,62%)
     Reformați (8,27%)
     Greco-catolici (4,42%)
     Necunoscută (25,77%)
     Atei (0,77%)
Conform recensământului din 2011, satul Muhi avea 520 de locuitori. Din punct de vedere etnic, majoritatea locuitorilor (99,09%) erau maghiari. Nu există o religie majoritară, locuitorii fiind romano-catolici (46,15%), persoane fără religie (14,62%), reformați (8,27%) și greco-catolici (4,42%). Pentru 25,77% din locuitori nu este cunoscută apartenența confesională.